# Пшеславиці (Куявсько-Поморське воєводство)
Пшеславиці (пол. Przesławice) — село в Польщі, у гміні Ласін Ґрудзьондзького повіту Куявсько-Поморського воєводства.
Населення — 209 осіб (2011).
У 1975-1998 роках село належало до Торунського воєводства.

## Демографія
Демографічна структура станом на 31 березня 2011 року:
|          | Загалом | Допрацездатний вік | Працездатний вік | Постпрацездатний вік |
| -------- | ------- | ------------------ | ---------------- | -------------------- |
| Чоловіки | 111     | 20                 | 83               | 8                    |
| Жінки    | 98      | 14                 | 60               | 24                   |
| Разом    | 209     | 34                 | 143              | 32                   |